# 崔广俊
崔广俊（1937年11月—），江苏海安人，中华人民共和国政治人物、外交官。

## 生平
1964年，毕业于外交学院，进入中华人民共和国外交部工作。1993年，任驻利比里亚大使馆参赞。1996年11月，出任中华人民共和国驻基里巴斯大使。1999年1月，自驻基里巴斯大使离任。